# 國家水下與海洋組織
國家水下與海洋組織（英語：National Underwater and Marine Agency，通常被簡稱為NUMA）是一個非營利、自願性質的美國基金會，由知名冒險小說家克里夫·庫斯勒（Clive Cussler）於1979年創立並擔任主席，主要的宗旨是藉由資料考察與實際海底探索的方式，發現、調查、打撈或保存沉沒於海底的沈船遺跡與文物，作為日後的歷史研究用途。該組織曾實際成功打撈許多歷史上知名的沉船，包括歷史上第一艘實際在作戰中擊沉敵艦的潛水艇——美利堅邦聯的漢利號。

## 簡介
NUMA這個名稱第一次出現時，並不是真實存在的一個組織，而是小說中虛構的事物。NUMA原本是克里夫·庫斯勒在他的系列小說中杜撰的一個名詞，但是後來他的小說意外走紅之後，庫斯勒以小說銷售所獲得的版稅收入實際成立了一個與故事中一模一樣的同名組織，真正開始進行海洋考古工作與打撈沈船，並且繼續撰寫以NUMA與德克·彼特（Dirk Pitt，庫斯勒小說中的虛構人物，是NUMA的成員、一個冒險英雄）為主軸的系列小說，而讓一真一假兩個NUMA並行存在。
NUMA是一個自願性質的基金會組織，因此是根據每次探索任務的需要雇用非專任的專業人員從事探索與打撈活動，組織本身並沒有任何常任的工作人員。NUMA的活動經費裡面有95%是來自庫斯勒出書的版稅，但為了進一步籌募款項，該組織也在專屬的網站上銷售各種紀念品作為書迷或支持該組織活動的人們小額捐贈的管道。NUMA的打撈探索活動中所尋獲的海底文物都會捐贈給相關的學術研究單位收藏，並不靠打撈古物販售獲利，因此被美國官方認定為可以不用繳交稅賦的非營利組織單位。
除了位於美國亞利桑納州斯科茨代爾（Scottsdale, AZ.）的NUMA總部之外，透過各種合作與授權方式，NUMA在美國境外也擁有數個分會，就近對周邊地區的海洋進行探索。這些分會包括了NUMA南非分會（NUMA SA，成立於1990年），NUMA澳洲分會（NUMAAUST，成立於1999年9月），以及澳洲分會與麥金農組織（MacKinnon Organization）合作在日本設立、以方便調查打撈美國海軍刺鮨魚號潛艇（USS Wahoo SS-238）殘骸的NUMA日本分會（NUMA Japan，成立於2001年）。
由於NUMA原本就是以小說中的虛構團體為藍本所建立的機構，因此其在平面媒體上的曝光機會之多是可以理解的。除了出現在書本與平面報導中外，由於庫斯勒曾有兩本小說被實際拍成電影過，因此NUMA的名字也曾在這兩部電影中亮相，分別是1980年放映的《衝出地獄海》（Raise the Titanic）與2005年的《撒哈拉》（Sahara）。另外，庫斯勒曾經撰寫出版過兩本根據真實的NUMA任務為題材的非小說類書籍《沈船特搜隊》（Sea Hunters I & II），根據這兩本書國家地理頻道（National Geographic Channel）在2001到2002年間拍攝了一系列由真正的NUMA成員參與演出的深海打撈紀錄影集，並且在2003年時陸續於世界各國播出。

## 探索名單
NUMA曾針對許多世界知名的沉船（與其他沉沒在水中的事物，例如飛機）進行過研究與探索，實際著手進行其中幾個目標的探索與打撈並且成功。以下列出的是NUMA過去與目前曾經或正在進行的探索計劃，其中有許多是美國南北戰爭期間，分別隸屬於北方聯邦（Union，也就是原本的美國聯邦政府或稱為北軍）與南方邦聯（Confederacy，由南方分裂州所合組的邦聯政府，又稱為南軍）的許多歷史名艦。注意的是並不是每一個計劃都有真正成功，其中有不少只是釐清了部分的疑點，但尚須NUMA或其他研究打撈團體繼續接手。
- Acteon：一艘英國的三桅快速戰艦，於美國獨立戰爭期間沉沒於南卡羅來納州外海。
- USS Akron：隸屬美國海軍的大型載人飛船，1922年時墜毀於紐澤西州的哈芬灘（Beach Haven, NJ.）外。
- CSS Alabama：南方邦聯在1862年時建造的運兵船，在1864年6月19日於法國瑟堡外海遭到擊沉。
- Alexander Nevski：俄羅斯蒸汽戰船，1868年在丹麥台伯倫（Thyborøn）外海沉沒，沉船時俄羅斯王子就在其上，但有幸運獲救。
- Arctic：英國蒸汽船，於1868年時在丹麥日德蘭半島（Jutland）外海沉沒觸底。
- CSS Arkansas：南方邦聯鐵甲船（Ironclad），1862年時在路易西安納州巴頓魯治被船員棄守燒毀以免落入敵手。
- Blucher：德國海軍重型巡洋艦，在1916年北海的道傑岬海戰（Dogger Bank）中遭擊毀沉沒。
- Brutus：1836年2月服役的德克薩斯海軍縱帆船，在德克薩斯州蓋維斯頓灣（Galveston Bay）坐沉。
- Bonhomme Richard（好人理查號）：美國海軍名將約翰·保羅·瓊斯（John Paul Jones）的座艦，在與英國快速戰艦賽拉比斯號（HMS Serapis）接戰之後沉沒於北海，艦上船員則由賽拉比斯號救起。
- USS Carondelet：北方聯邦鐵甲船，在南北戰爭結束後的1872年時，沉沒於俄亥俄河中。
- RMS Carpathia：英國皇家郵輪，曾在鐵達尼號沉沒時前往支援救起705個生還者，但在大戰中遭德國潛艇擊沉。
- CSS Chicora：南方邦聯鐵甲船，原本泊錨於查爾斯頓，在北軍破城時爆炸沉沒。
- Charing Cross：英國海軍快速戰艦，第一次世界大戰期間，被德國潛艇在法恩堡岬（Flamborough Head）外海以魚雷擊沉。
- Chicago：一萬噸級的英國貨輪，在1918年時於法恩堡岬外海遭德國潛艇擊沉。
- CSS Colonel Lovell：南方邦聯的木殼衝船（cottonclad ram），活躍於田納西州附近的密西西比河，最後在1862年曼斐斯之役中遭衝破沉沒。
- USS Commodore Jones：北方聯邦海軍的輪式砲艇（sidewheel gunboat），原本是艘紐約的渡輪，在1864年時於詹姆斯河（James R.）上觸及一顆2000磅等級的南方邦聯電子水雷而沉沒。
- Commonwealth：英國貨輪，在第一次世界大戰期間遭德國潛艇擊沉於法恩堡岬外的北海中。
- USS Cumberland：北方聯邦快速戰艦，歷史上有記載第一艘被裝甲艦艇撞沉的戰艦。它在1862年於維吉尼亞州纽波特纽斯，遭南方邦聯的鐵甲船梅利麥克號（CSS Merrimack）衝撞沉沒。
- Cyclops（百眼巨人號）：美國海軍運煤船，在1918年2、3月間由巴西巴伊亞（Bahia）啟航前往美國馬里蘭州巴爾的摩的途中，消失於百慕達三角地區，因此也常被提出作為該地區神秘現象的佐證。
- CSS Drewry：活耀於詹姆斯河地區的南方邦聯炮艇，1865年時在川特流域（Trent's Reach）的激戰中，北軍炮兵的一枚砲彈打中正在撤退狀態的該艦，引燃彈藥室造成大爆炸，噴發的船隻碎片嚴重損傷了南北兩軍在附近的水上與陸上單位。
- HMS Defense：英國重型巡洋艦，1916年在日德蘭海戰中爆炸沉沒。
- HMS Endeavour（奮進號）：詹姆斯·庫克（James Cook）船長第一次遠征太平洋時所搭乘的著名三桅帆船，在羅德島州新港（Newport, RI.）觸底沉沒。
- CSS Florida：著名的南方邦聯私掠船，曾在南北戰爭期間擄掠過超過50艘的美國商船，1864年時在巴西的巴伊亞遭俘，遣送維吉尼亞州紐斯新港鑿沉。
- CSS Fredericksburg：南方邦聯鐵甲船，在1865年南北戰爭結束前，由船上人員在楚利斷崖（Drewry's Bluff）自行引爆沉沒。
- CSS Gaines：南方邦聯炮艇，在1865年時於摩根堡（Fort Morgan）燒毀沉沒。
- 蓋維斯頓船隻墳場：10到12艘在蓋維斯頓灣口的沙洲擱淺沉沒的19世紀船隻。
- CSS Beauregard：南方邦聯輪式衝船（Sidewheel Ram），在孟菲斯之役中襲擊北軍的船隊，並在激戰中重創沉沒於密西西比河西岸。
- General Lovell：由拖船改造的南方邦聯炮艇/衝船，當傑克森堡（Fort Jackson）被北軍的水面艦隊攻破後，船員棄船燒毀它並讓它沉沒於霍普威灘（Hopewell Bend）南邊25碼的水中。
- General Slocum：一艘美國蒸氣船，在1904年6月15日在紐約東河（East River）上失火，船上1021人（大部份是紐約當地的老弱婦孺）不是死於火災就是在沉船中殉難。
- CSS General Thompson：南方邦聯輪式衝船，活耀於密西西比河田納西州附近的河段上，1862年的曼斐斯之役中遭其他船隻衝撞，起火沉沒。
- Gluckauf：被譽為現代油輪雛形的19世紀運輸船，是第一艘使用船身隔壁來儲存油料，並且在尾舵附近裝設引擎的船隻。1892年時在紐約州火島（Fire Island）觸礁沉沒。
- CSS Governor Moore：南方邦聯海軍砲艇，是由一艘蒸氣客輪改裝。在1862年於紐奧良與北軍艦隊激戰，受創沉沒於密西西比河中，64名船員罹難。
- Great Stone Fleet：16艘新英格蘭地區的捕鯨船在1861年時鑿沉於查爾斯頓港口以堵塞進出的水道，透過聲納與金屬探測器的檢查發現大量的接觸訊號。
- Greyhound：一艘高速型輪式蒸氣客輪，在1864年11月27日駛離維吉尼亞州百慕達韓垂（Bermuda Hundred，VI）幾哩後突然發生激烈的鍋爐爆炸而沉沒。
- HMS Hawke：英國巡洋艦，在1915年10月時於蘇格蘭外海100公里處遭德國U-9號潛艇擊沉，348名船員喪生。
- USS Housatonic（豪薩通尼克號）：一艘隸屬北方聯邦的蒸氣單桅帆船，在1864年2月南卡羅來納州查爾斯頓的封鎖作戰中，遭到南方邦聯的潛水魚雷艇漢利號（H.L.Hunley）襲擊沉沒，船上雖僅有5人喪生，但卻因成為歷史紀錄上第一艘沉沒於潛艇之手的戰艦而聲名大噪。
- H.L.Hunley（漢利號）：歷史上第一個擊沉敵艦的潛水艇類艦艇，在擊沉了豪薩通尼克號之後，自己也神秘地消失在附近水域。
- HMS Indefatigable：英國戰鬥巡洋艦，在1916年日德蘭海戰中遭德國海軍艦艇的炮火擊中爆炸，沉沒於北海中，超過1,000名官兵喪生。
- Invincible：德克薩斯共和國海軍艦艇，1837年8月27日與兩艘墨西哥戰艦在蓋維斯頓外海作戰之後失蹤。
- HMS Invincible：英國戰鬥巡洋艦，1916年5月的日德蘭海戰中遭德軍炮火擊沉於北海中，艦隊指揮官胡德（Hood）上將與船上1026名官兵喪生。
- Ivanhoe：南方邦聯的反封鎖突圍船，是一艘鐵殼蒸氣輪，在1864年6月30日嘗試著繞過北方聯邦海軍艦隊闖入遭封鎖的阿拉巴馬州墨比爾灣（Mobile Bay）時遭北軍發現並且猛烈轟擊而在摩根堡附近觸礁，並在一週後遭北軍人員登船縱火沉沒。
- Jamestown：一艘被南方邦聯俘虜的大型蒸氣渡輪，在1862年時在楚利斷崖處鑿沉作為水中障礙物。
- USS Keokuk：一艘設計非常獨特的北方聯邦鐵甲船，擁有兩具不能轉動的砲塔，因此被稱為「堡壘鐵甲船」（Citadel Ironclad）。在1862年的查爾斯敦作戰中至少遭到南軍擊中90次，但在戰役之後旋即沉沒。
- Kirkwall：英國蒸氣船，在1874年於丹麥日德蘭半島的海岸擱淺。
- Leopoldville：一艘在第二次世界大戰期間被改裝成運兵艦的比利時遊輪，在1944年的聖誕夜在法國瑟堡外海遭德國潛艇以魚雷擊沉，造成艦上800名美國士兵喪生的悲劇事件。
- Lexington：由著名美國造船航運大亨康內留斯·范德比爾特（Cornelius Vanderbilt，1794～1877）在1825年時建造的超高速側輪式蒸氣船，在1840年時於紐約的長島海峽（Long Island Sound）失火沉沒，船上151名乘客喪生。
- 奇歐瓦溪（Kiowa Creek）火車失蹤事件：一列隸屬於堪薩斯太平洋鐵路的貨運列車在1876年的一次大洪水中被沖走失蹤，經NUMA調查後發現這輛火車頭其實已被人秘密地尋獲回收並且修復，以另外一個截然不同的編號復活服役，是一件超過120年歷史的保險詐財案。
- CSS Louisiana：一艘擁有16座大砲的巨型南方邦聯鐵甲艦，從來不曾正式完工過，只能泊靠在碼頭上作為固定砲台使用。1862年的紐奧良之役後被船上組員自行棄船引爆，以免落入敵手。
- 喬治·馬洛里（George Mallory）與安德魯·歐文（Andrew Irvine）：英國籍登山家馬洛里與爾文是世界上最早攀登上聖母峰的人，但攻頂之後失蹤於該地區。NUMA是參與尋找他們遺體探索計畫的諸多協力單位之一。
- CSS Manassas：第一艘在美國製造也是最早參加實戰的鐵甲船。基本上是被設計作為一艘衝船（Ram）使用，在1862年的紐奧爾良之役中焚毀沉沒於密西西比河上。
- Mary Celeste（瑪莉·莎莉絲特號）：帆船「瑪莉莎莉絲特號」是一艘著名的鬼船，1872年當人們發現它在亞速群島（Azores）海岸附近漂流時，沒人可以解釋為何包括船長、他的太太與2歲大的女兒及全部的船員都消失無蹤理由。
- USS Merrimack：原南方邦聯鐵甲船CSS Virginia，1862年駛經維吉尼亞州普次茅斯（Portsmouth, VI）的克蘭尼島附近時，因為劇烈的爆炸而沉沒。
- USS Milwaukee：一艘北方聯邦的監察船（Monitor），在南北戰爭快結束前的幾個月誤觸南軍水雷而沉沒。
- USS Mississippi：美國海軍第一艘海洋用蒸氣船，因為觸礁而被船員放棄，並且因為甲板上的火藥爆炸而炸成碎片。
- New Orleans：第一艘航行於密西西比河與俄亥俄河上的蒸氣渡輪，1814年時因為卡到一棵水底殘木而在巴頓魯治附近沉沒。
- Norseman：南方邦聯反封鎖突圍船，是一艘英國製的螺槳式蒸氣船，在1865年時於查爾斯頓棕櫚島（Isle of Palms）海岸觸礁。
- Northampton：切萨皮克湾地區第一艘快速側輪式蒸氣船，被南方邦聯用來作為補給艦。1862年時在楚利斷崖鑿沉作為水中障礙物。
- Odin：非常早期的瑞典皇家蒸氣船，建造於1826年，並且在同年於丹麥台柏倫附近擱淺。
- USS Osage：北方聯邦的監察船，在南北戰爭結束前幾個月因觸及南軍水雷而沉沒。
- CSS Palmetto State：南方邦聯鐵甲船，原本泊錨於查爾斯頓，在城市陷落時由船員引爆自沉。
- USS Patapsco：北方聯邦監察船，在1865年時因觸及南軍水雷而在姆爾崔堡（Fort Moultrie）沉沒，船上62名船員喪生。
- HMS Pathfinder：英國哨戒巡洋艦（Scout Cruiser），是歷史上記載第二艘遭潛艇攻擊而沉沒的戰鬥艦艇，也是第一艘沉沒於德國潛艇手中的犧牲者。1914年8月在北海遭U-21號潛艇的魚雷擊沉。
- USS Phillipe：北方聯邦砲艇，在法拉格將軍（Admiral Farragut）的艦隊進攻阿拉巴馬州莫比爾灣（Mobile Bay）時，因為抵擋不住來自摩根堡的猛烈砲火，起火沉沒於海灣入口。
- Platt Valley：側輪式蒸氣船，因為撞到水中的波賀加將軍號（General Beauregard）殘骸，於1867年時在曼斐斯沉沒。
- Raccoon：南方邦聯反封鎖突圍船，於1862年時滿載棉花衝出查爾斯頓港時，因北軍砲火攻擊著火沉沒。
- Rattlesnake：南方邦聯反封鎖突圍船，在打算闖入查爾斯頓港時，遭北軍封鎖艦隊發現，帶著整船軍火沉沒。
- Resolution（果敢號）：詹姆斯庫克船長第二與第三次遠征南太平洋時搭乘的座艦。
- CSS Richmond：南方邦聯鐵甲船，負責駐守詹姆斯河，當1865年它命名由來的維吉尼亞州里士满陷落時，它的船員在夏芬斷崖（Chaffin's Bluff）處將船毀棄。
- Ruby：南方邦聯的反封鎖突圍船，曾經成功突破封鎖多次，但最後還是在1864年時，在遭追捕的過程中於查爾斯頓佛利島（Folly Island）擱淺。
- S-25：德國驅逐艦，1916年時在日德蘭海戰中沉沒。
- Saint Patrick：400噸的側輪式蒸氣船，1868年時在曼斐斯著火沉沒。
- Savanna：曾在1819年5月22日時出海以29天的時間橫跨大西洋駛抵英國利物浦（Liverpool）的蒸氣船。1821年在火島沉沒。
- HMS Shark：英國驅逐艦，1916年日德蘭海戰中遭德意志帝國海軍擊沈。
- Stonewall Jackson：南方邦聯反封鎖突圍船，原本是艘英國蒸氣船美洲豹號（Leopard），1864年時在南卡羅來納州的棕櫚島沉沒。
- Sultana：美國側輪式蒸氣船，因為鍋爐爆炸造成大災難，成為北美歷史上最慘重的一次船難，超過2000人喪生，其中大部分是北軍士兵。
- Swamp Angel：1862年時猛轟查爾斯頓城、可以發射150磅超巨型彈藥的8吋巨砲之歷史殘蹟。
- 魚雷筏：查爾斯頓戰役時，北軍監察艦韋赫肯號（Weehawken）所施放的反魚雷筏之殘骸，被發現躺在南卡羅來納州摩里斯島（Morris Island）的北端沼澤區中。
- Twin Sisters：一對鐵製加農砲，可以發射六磅砲彈。在俄亥俄州辛辛那提製造，曾在美墨戰爭期間的聖哈辛托戰役（Battle of San Jacinto）中，被休士頓部隊用來對抗墨西哥的名將，聖塔安納（Santa Ana）將軍。它們在南北戰爭結束後，被南軍的退休士兵給藏了起來。
- U-12：德國潛水艇，在1915年於蘇格蘭外海遭英國巡洋艦羚羊號（Ariel）衝撞沉沒。
- U-20：一次世界大戰時期的德軍潛艇，曾擊沈過著名輪船公司冠達遊輪（Cunard）旗下的露西塔尼亞號（Lusitania）。它在1916年時於日德蘭半島的海灘擱淺，之後在1926年時被丹麥人員引爆炸毀。
- U-21：歷史上第一艘擊沈敵船的德國潛艇，之後又在第一次世界大戰期間於土耳其附近擊沈兩艘戰艦，最後在1919年由其他船隻拖曳航行於北海時，進水沉沒。
- UB-74：德國潛艇，在英國威矛斯（Weymouth）外海被一艘英國砲艇以深水炸彈擊沉。
- V-48：德軍驅逐艦，1916年在日德蘭海戰中沉沒。
- USS Varuna：北方聯邦砲艦，在紐奧良戰役中遭南軍船艦三次衝撞仍不沈，直到1862年它在被迫擱淺遭焚燬前，總共擊沈過六艘敵艦。
- Vicksburg：英國蒸氣貨船，在1875年的一場暴風雨中，在紐約的火島擱淺。
- CSS Virginia II：火力強大的南方邦聯鐵甲船，曾成功阻擋了格蘭特（Grant）將軍的部隊避免他們渡越詹姆斯河而攻進里士满。它在1865年時，由贊墨（Semmes）將軍下令在楚利斷崖放火焚燬。
- 維吉尼亞艦隊沉艦：美國獨立戰爭唯一的美方叛將班那迪克·阿諾（Benedict Arnold）在背叛美方後，率領英軍攻擊維吉尼亞艦隊，九艘戰艦非毀即遭擄，最後沉沒。
- USS Weehawken：北軍監察艦，是唯一一艘在作戰中擄獲南軍鐵甲船的監察船。曾參與過對桑特堡（Fort Sumter）的襲擊，於1864年在一場暴風雨中沉沒於查爾斯頓。
- White Bird（法：L'Oiseau blanc，白鳥號）：由法國空戰王牌夏賀勒·南傑瑟（Charles Nungesser）與福罕索瓦·科利（Francois Coli）所駕駛的雙翼飛機，他們原本較查爾斯·林白（Charles Lindberg）破紀錄的越洋飛行早12自法國起飛欲飛越大西洋，卻在靠近美洲大陸前失蹤。
- Waratah：藍錨公司（Blue Anchor）旗下的客輪，1911年時在非洲東岸消失，超過200名旅客與船員消失無蹤，是海上最出名的幾個神秘事件之一。
- Weisbaden：德國海軍重型巡洋艦，在1916年日德蘭海戰中於丹麥海岸線著火沉沒。
- Zavala：一艘在1828年時由蒸氣客輪改裝成的德州共和國海軍裝甲戰艦，可能是北美地區最早的一艘武裝蒸氣動力船，1842年時在德州賈維斯頓沉沒。

## 外部連結
- NUMA官方網站（页面存档备份，存于）
- NUMA南非
- NUMA澳洲
- NUMA日本（页面存档备份，存于）
- 克里夫·庫斯勒冒險小說作品（Amazon.com）